# 伍長
伍長（ごちょう）は、軍隊の階級の一つで、軍曹の下、兵卒の上に位置する。また、軍隊以外の役職名でも「伍長」が用いられることがある。

## 概説
伍長は軍曹の下、兵卒の上に位置する階級である。時代や国・軍隊によって、伍長を下士官よりも下の階級として取り扱う場合と、下士官として取り扱う場合とがある。下士官として取り扱う場合は下士官のうち最下級の階級である。
捕虜の待遇に関する1949年8月12日のジュネーヴ条約（第三条約）第60条では捕虜に対する俸給の支払いについて「軍曹より下の階級の捕虜」を第1類とし、「軍曹その他の下士官又はこれに相当する階級の捕虜」を第2類としている。そのため、伍長を下士官とする場合でも、この条文に基づく取り扱いでは伍長は兵卒と同様に扱われる 。
英語のcorporalなど、欧米各国の階級名はラテン語で胴体を意味する「corpo」が語源である。
日本語などの「伍長」はもともとは中国の末端の役職名である。「伍」は5人を意味し、古代中国の軍隊が5人を最小単位として編成したことに由来する。軍隊以外でも、五人組の頭、五人一組の隣組の長として、この語が用いられた。

## 各国軍における伍長の階級名と扱い
Corporal に相当する階級を下士官とする国の例：
1. オーストラリア（英語：Corporal）
2. カナダ（英語：Corporal・フランス語：Caporal）
3. スイス（ドイツ語：Korporal・フランス語：Caporal・イタリア語：Caporale）
4. ドイツ（ドイツ語：Unteroffizier）[注釈 4]
5. 英国（英語：Corporal）
6. アイルランド（アイルランド語：Ceannaire・英語：Corporal）
7. インド（英語：Naik）
8. オランダ（オランダ語：Korporaal）[注釈 5]
9. パキスタン（英語：Naik）
10. ポーランド（ポーランド語：Kapral）
11. 米国（英語：Corporal）
12. 中華人民共和国（中国語：下士）
13. 中華民国（中国語：下士）[注釈 6]
14. ベトナム（ベトナム語：Hạ Sĩ）

等。
Corporal に相当する階級を下士官より下の兵長・上等兵その他の兵に分類する国の例：
1. オーストリア（ドイツ語：Korporal）
2. ベルギー（フランス語：Caporal・オランダ語：Korporaal）
3. ブラジル（ポルトガル語：Cabo）
4. ドイツ（ドイツ語：Korporal）[注釈 4]
5. スペイン（スペイン語：Cabo）
6. フィンランド（フィンランド語：Korpraali・スウェーデン語：Korpral）
7. フランス（フランス語：Caporal）
8. イスラエル（ヘブライ語：רב טוראי — רב"ט）
9. インドネシア（インドネシア語：Kopral）
10. イタリア（イタリア語：Caporale）
11. オランダ（オランダ語：Korporaal）[注釈 5]
12. ノルウェー（ノルウェー語：Korpral）
13. ポルトガル（ポルトガル語：Cabo）
14. スウェーデン（スウェーデン語：Korpral）
15. シンガポール（英語：Corporal）

等。

中国人民解放軍伍長肩章

## 日本陸軍

### 1871年（明治3年12月）の陸軍
版籍奉還の後、1871年2月11日（明治3年12月22日）に各藩の常備兵編制法を定めたときの歩兵大隊や砲兵隊の中の階級で、軍曹の下、兵卒の上にある   。曹長・権曹長と軍曹を総称して下等士官といいその下に伍長を置き、下等士官と伍長の四職は少佐が選抜して藩庁へ届出させた  。
1871年4月2日（明治4年2月13日）に御親兵を編制して兵部省に管轄させることになり、また同年6月10日（同年4月23日）に東山西海両道に鎮台を置いて兵部省の管轄に属すことになり、明治4年5月には兵部省によって伍長を命じる例や、喇叭伍長・会計書記伍長を命じる例が見られる。
西海道鎮台小倉本営が定めた規則では長官以下の統率の例として「兵卒は伍長に聴従し、伍長は裨官及び嚮導に聴従し、分隊司令及び半隊司令は小隊司令に聴従し」とあり、伍長は編制上の職名として扱われているように見える。
このときの伍長は下等士官ではないためその待遇は兵卒に近く、陸軍徽章で定めた軍服や階級章は、紐釦並びに帽前面章は伍長は兵卒と同じで下等士官とは区別しており、下等士官の釦は真鍮桜花、前面章は真鍮日章であるのに対して、兵卒・伍長共に釦は真鍮隊号を附け、前面章は塗色日章とした。
下等士官と兵卒は軍帽の周囲黄線、上衣の袖黄線でその階級を区別しており、伍長は軍帽・袖章とも小3条である。
親兵についても伍長は下等士官の下としており、その紐釦・帽前面章、軍帽・袖章は同様の区別をしている。
また、兵部省陸軍下等士官給俸定則でも、曹長以下軍曹以上については衣服は官給、食料は自弁とすることができるのに対し、伍長以下二等兵卒以上は衣服食料とも官給とした。なお、給俸定則では三兵の兵種に従い差等があるとしても当分先ず同様として、代わりに伍長の給俸を3等に分けて一等伍長から三等伍長までとしているが、伍長の軍服や階級章では区別していない。

### 1871年（明治4年8月）の陸軍
廃藩置県の後、1871年（明治4年8月）の陸軍においても伍長は、軍曹の下、兵卒の上にある。
このときの伍長は下等士官ではない。
官等表に掲載する大尉以下軍曹までを判任としたのに対し、官等表に掲載しない伍長以下兵卒までを等外として扱った。
明治5年1月の官等表改正後も同年2月の陸軍省設置後も軍曹以上は判任で伍長以下は等外である  。
陸軍徽章を増補改定しているが下等士官の釦は真鍮桜花、前面章は真鍮日章であるのに対して、兵卒・伍長共に釦は真鍮隊号を附け、前面章は塗色日章とし、伍長は軍帽・袖章とも小3条で変わりない。
また、兵部省陸軍・士官兵卒・給俸諸定則でも、下等士官については食料として毎月金5両を賜るのに対し、伍長以下は現賄を賜るとした。なお、給俸諸定則では兵種に随い日給の差等があるとしても当分先ず同様として、代わりに伍長の給俸を3等に分けて一等伍長から三等伍長までとしているが、伍長の軍服や階級章では区別していない。
1873年（明治6年）3月19日の陸軍武官俸給表では、官名として伍長、分課として砲・騎・歩、等級として一等・二等、所属として近衛と鎮台があり、これらの組み合わせで俸給額に違いがあった、また列外増給として会計書記伍長には増給の規定がある。
このとき、砲兵伍長を除く他の伍長の俸給には一・二等級が置かれて従前の三等以下の級は悉く廃止されたことから、陸軍省達により兵学寮および諸鎮台でこれまで二等給の者は一等に当て、三等以下の者はすべて二等給を以て渡し方を取り計らうこととした。
給養にあたっては、歩兵大隊は8個小隊で喇叭伍長は大隊附が1人、銃工伍長は列外に1人、会計書記伍長は列外に1人、その他の伍長は1個小隊に各8人で大隊では小隊附が合計64人としていた。

### 1873年（明治6年）5月の陸軍
1873年（明治6年）5月から伍長は陸軍における下士の最下級となる。軍曹の下、兵卒の上にありその官等は15等のうち十三等であった 。
伍長の人事手続きには軍曹以上との違いがあった。
伍長一等・伍長二等と表記することがあるが、官名は伍長（曹長・軍曹も同様）であり給料に関係するためやむを得ない場合の表記である。
1874年（明治7年）11月30日改正の部隊編成では、伍長は歩兵大隊書記・病室掛・喇叭長、歩兵中隊炊事掛・中隊附、騎兵大隊炊事掛・病室掛・喇叭長・大隊附、山/野砲兵大隊書記・病室掛・喇叭長、山砲兵小隊（本隊）照準手、山砲兵小隊（予備隊）炊事掛・予備隊附、野砲兵小隊（本隊）弾薬車長・照準手、野砲兵小隊（予備隊）炊事掛・予備隊附、工兵・輜重兵小隊炊事掛・病室掛・喇叭長・小隊附である。歩兵連隊は3個大隊で大隊は4個中隊とし、連隊附の伍長は無し、大隊附の伍長は各大隊に書記1人・病室掛1人・喇叭長1人、中隊附の伍長は各中隊に炊事掛1人と中隊附16人で、1個大隊の伍長は合計71人、歩兵連隊の伍長は合計213人とした 。
1874年（明治7年）に北海道に屯田憲兵を設置することを定め、1875年（明治8年）3月4日に開拓使の中で准陸軍伍長の官等を定め、その官等は正官と同じとした 。
1875年（明治8年）11月24日に改正した陸軍武官服制では、伍長の袖章は内記打3条である。
1875年（明治8年）に発行された官職一覧によると、伍長はまた省中の庶務に従事せずそしてその勤務に一般のと当番のとがある。一般の勤務は自己の言語動静を正しくして一伍の兵卒を訓戒・教導し武器・戎衣等の保存する方法を教える等になる。当番の勤務は該兵卒の勤惰等を毎一週間の交代で監督することを掌るとされた。
1875年（明治8年）12月17日に定めた陸軍給与概則では、伍長の俸給は科目として砲・工、騎・輜、歩、等級として一等・二等があり、これらの組み合わせで俸給額が決まる。職務増俸については伍長は書記・炊事掛・病室掛を務める場合に増俸がある。
1877年（明治10年）2月26日に陸軍武官服制を追加並びに改正し、上等卒の服制を追加して袖章を3条として一等卒よりも1条多くして、伍長並びに同相当官の袖章3条を改めて4条とした。
1877年（明治10年）1月に官等を17等に増加しているが、1879年（明治12年）10月10日達陸軍武官官等表では伍長は引き続き十三等としており、このとき官名に憲兵・歩兵・騎兵・砲兵・工兵・輜重兵など各兵科の名称を冠することにした。
1882年（明治15年）2月8日に開拓使を廃止したことから、屯田兵の準陸軍伍長を陸軍省に管轄させた 。
1883年（明治16年）5月4日太政官第21号達で陸軍武官官等表を改正し、憲兵・歩兵・騎兵・砲兵・工兵・輜重兵の各兵科伍長の官名から陸軍の二字を除いた 
1884年（明治17年）に部隊編制の変更があり、従前は軍曹は主として半小隊長の職務を務め伍長は主として分隊長の職務を務める者であるところこれでは差し支えることが多いため、軍曹を一等軍曹に伍長を二等軍曹に任じてともに半小隊長の職務を務めさせて分隊長を上等兵に務めさせることにした。明治17年6月から明治18年7月までの間を予定して編制替えを行いこれが完了するまでは軍曹・伍長と一等・二等軍曹を併用した。
1885年（明治18年）5月5日太政官第17号達により陸軍武官官等表を改正して輜重兵二等軍曹の次に屯田兵伍長を置いた。従前の准陸軍伍長は屯田兵伍長の官名に換えた。
1886年（明治19年）3月9日勅令第4号で陸軍武官官等表を改正して再び官名に陸軍の2字を冠することとし、屯田兵でも伍長を廃止して屯田兵伍長の官名を陸軍屯田兵二等軍曹に改めた。

### 1889年（明治22年）の陸軍憲兵
1889年（明治22年）に陸軍で憲兵分隊の編制上の職務として伍長を置いて憲兵下士若干名を以ってこれに充てた。
1895年（明治28年）に陸軍で憲兵分隊の編制を改めて上等伍長（准士官）と伍長を置いて憲兵曹長を以ってこれらに充て、ただし上等伍長を置かないことが出来るとした。在職中の准士官である憲兵上等伍長の給与・服制は憲兵下副官と同じとした 。
1898年（明治31年）には内地の治安が安定しかつ地方警察が発達したことから憲兵の平時定員を削減するとともに編制を改めて、第一乃至第十二憲兵隊の分隊に本部と伍を設けて伍長は憲兵曹長・一等軍曹を以ってこれに充て、第十三乃至第十五憲兵隊の分隊も同様に本部と伍を設けて伍長は憲兵下士を以ってこれに充て、附則により従前の上等伍長である者であって改正勅令施行の際に伍長を命ぜられた者の身分取り扱い及び給与は服役期限満了まで従前の規定によるとした。
1899年（明治32年）に各兵科下士に伍長の官等を設けることになったため、「憲兵伍長」を「憲兵班長」に改めた。

### 1899年（明治32年）以後の陸軍
1899年（明治32年）以後の陸軍における下士官の最下級の階級である。
軍曹の下、兵卒の上にある。
明治32年10月25日勅令第411号（同年12月1日施行）により陸軍武官官等表を改正して「二等軍曹」は「伍長」と改称した。
文武判任官等級表には等級が5等あり、そのうちの四等の欄に陸軍各兵伍長並び相当官を掲載した。
1904年（明治37年）12月13日勅令第236号により陸軍武官官等表を改正し、各兵科下士の欄の中から陸軍屯田歩兵・騎兵・砲兵・工兵伍長を削る。
1910年（明治43年）6月文武判任官等級令（明治43年勅令第267号）では等級を4等に分け別表の四等の欄に陸軍各兵伍長及び相当官を掲載した。
1925年（大正14年）5月1日に大正14年勅令第160号を施行して陸軍武官官等表を改正し、航空兵を独立した兵科として、陸軍工兵伍長の項の次に陸軍航空兵伍長を加えた。
1937年（昭和12年）2月12日に砲工兵諸工長及び各部下士官の官名を各兵科のものに一致させるように改正し、陸軍砲兵三等火（鞍・銃・鍛）工長は陸軍火（鞍・銃・鍛）工伍長に、陸軍工兵三等木（機・電）工長は陸軍木（機・電）工伍長にそれぞれ改めて、これらを従前の陸軍各兵伍長と併せて陸軍各兵科伍長と称し、経理部の陸軍三等計手は陸軍主計伍長に、陸軍三等縫（靴）工長は陸軍縫（装）工伍長にそれぞれ改め、衛生部の陸軍三等看護長は陸軍衛生伍長に、陸軍三等磨工長は陸軍療工伍長にそれぞれ改め、獣医部の陸軍三等蹄鉄工長は陸軍獣医務伍長に改め、軍楽部の陸軍三等楽手は陸軍軍楽伍長に改め、これらを陸軍各部伍長と称した 。
1940年（昭和15年）9月15日に昭和15年勅令第580号を施行して陸軍武官官等表を改正し、兵科の区分を廃止して新たに技術部を設け、各兵科のうち憲兵科を除く陸軍歩（騎・砲・工・航空・輜重）兵伍長は陸軍伍長に改めて陸軍伍長と陸軍憲兵伍長は兵科に属し、砲兵科の陸軍火（鞍・銃・鍛）工伍長及び工兵科の陸軍木（機・電）工伍長は陸軍兵技伍長に改め技術部に属した。
伍長（判任官四等）になるには概ね次の諸過程があった。
1. 教導團卒業者。（のちに廃止）
2. 次のような経歴を経て兵から進級した者。
  1. 一等卒（昭和6年11月10日以後は一等兵）の中から選ばれて上等兵候補者特別教育を受ける。その後、上等兵候補者特別教育を受けた者のうちで適任と判断された者は、上等兵になった。
  2. 在営中に下士官を志願した者（上等兵・一等兵で除隊（現役満期）後の現役下士官勤務を願い出た者）は、1年間陸軍教導学校或いは実施学校の嚮導隊に派遣され下士官教育を受けた。のちに部隊内で下士官教育を行った時期があった。世間の景気がよいと下士官志願者は減り民間のより高給な職に人材が流れ、不景気になると下士官志願者は途端に増加した。
  3. 伍長に進級。進級後は伍長から曹長の階級にある限りは4年毎に現役下士官の服役期間を更新する（再役）。勤務成績が悪い場合は更新の申請が受理されない事があった。伍長から軍曹に進級する期間は勤務成績によって各人相違があった。
3. 1927年以後は幹部候補生、中学校卒業者で乙種幹部候補生の教育を受けた者。平時はそのまま除隊し、予備役に編入された。
4. 応召兵のうち、下士官適任証書所持者（現役満期時に上等兵以上から選抜）は「志願ニアラサル下士官」として部隊充員の必要に応じて伍長に進級した。
5. 戦時の進級
6. 陸軍士官学校予科（後年「予科士官学校」）を修了した士官候補生。士官学校生徒は本科進学の前に6ヶ月間（太平洋戦争末期は2ヶ月間）隊付を経験する義務があった。

陸軍廃止時には
- 陸軍伍長（兵科）[79]
- 陸軍憲兵伍長（兵科）[79]
- 陸軍技術伍長（技術部）[80]
- 陸軍主計伍長（経理部）[79] [81]
- 陸軍経技伍長（経理部）[81]
- 陸軍建技伍長（経理部）[81]
- 陸軍衛生伍長（衛生部）[79] [81]
- 陸軍療工伍長（衛生部）[79] [81]
- 陸軍獣医務伍長（獣医部）[79] [81]
- 陸軍法務伍長（法務部）[82] [83]
- 陸軍軍楽伍長（軍楽部）[79] [81]

が存在した     。

## 日本海軍
大日本帝国海軍では三等兵曹（1942年からは二等兵曹）の官階が陸軍伍長の官等に相当した。海軍では兵曹等の職名に伍長があった。

### 明治初期の日本海軍
海軍はイギリス式を斟酌して編制する方針を1870年10月26日（明治3年10月2日）に示しており、明治5年に海軍省は下等士官以下の官名を英国海軍官名録に倣い改正することを布告したことから、英国海軍官名録の中から適切な職名を採用して改めることにしたが、それまでは曹長・権曹長・軍曹・伍長の職名が使われることがあった  。
1871年2月11日（明治3年12月22日）に海軍服制を制定して軍服や階級章を定めたときに下等士官以下は帽で曹長・権曹長・軍曹・伍長・卒を区別して、伍長の帽は無条、伍長の肘上章により一等水夫と一等火夫を区別した。
1872年2月20日（明治5年1月12日）に兵部省が定めた外国海軍武官に対応する国内の海軍武官の呼称では、リーヂング・シーメンを一等伍長に、ヱーブル・シーメンを二等伍長に対応させている。
1872年5月21日（明治5年4月15日）から降級・昇級等については軍曹よりも下は所轄の艦船において伝達させることにする。
1872年9月27日（明治5年8月25日）の軍艦乗組官等表の下士三等・伍長相当欄に在るものはすべて下士判任と海軍省は認定している。
軍艦乗組官等表では中端舟長・小端舟長・甲板長属・檣樓長属・按針長属・信号長属・帆縫長属・造綱長属・槇筎師・塗師・桶師・火夫長属・鍛冶長属・兵器師・厨宰介・病室厨宰・看病人長を三等下士に分類して伍長相当とした。
1872年10月30日（明治5年9月28日）に海軍中等士官曹長以下の禄制を定めたときに、一等中士以下を乗艦の官員に充て、伍長を含む曹長以下を海兵官員に充てることとした。
伍長並びに伍長相当の官名ではないがこれに関連するものがある。
1872年5月23日（明治5年4月17日）に海軍の官名について諸艦船とも英国海軍官名録の通りに唱えさせることにしており 、この英国海軍官名録に掲載されている中に伍長に関連する官名として小監補 (Ship’s Corporal) がありこれを一等下士 (First-class Petty officer) に分類し、その上に小監 (Master-at-arms) がありこれを上頭下士 (Chief petty officer) に分類している。
なお、海軍諸表便覧の皇国英国海軍官名比較表では英国の小監・小監補に対応するものとして肝煎・肝煎介を掲げており、明治5年8月に定めた軍艦乗組官等表では肝煎は二等中士に分類し曹長相当とし、肝煎介は一等下士に分類し権曹長相当としている。
英米海軍に於いては下士官の職務であり、Master-at-arms は先任衛兵伍長・先任警衛兵曹・先任警衛海曹など、Ship’s Corporal は衛兵伍長などの和訳がある。

### 日本の海兵隊
海兵隊は1871年（明治4年8月）から募集編隊を始めており続いて隊中に伍長を置いてる。
海兵隊の軍曹・伍長は諸艦の裨官並びに押伍官に準じ取り扱うとし、1872年4月12日（明治5年3月5日）に各艦乗組押伍官・各艦乗組野砲海兵押伍官・各艦乗組伍長は改めて伍長を命じている。
明治5年10月に海軍省官等表に十四等として掲載したことで伍長は正式な官名となる 。
1873年（明治6年）5月8日に陸軍と揃えるために海軍武官官等表を改正して伍長を十三等にした。この際に海軍省が定めた曹長以下の外国名との比較によると伍長をコルポラルに、一等卒の中で伍長副をランス・コルポラルに対応させている。
1873年（明治6年）6月5日の海軍砲歩兵隊官等并俸給表の左端において砲兵伍長副のフリガナにバンバテアルとあり、砲兵伍長副の日給は砲兵隊の部に掲載された一等砲兵の日給よりも多い。
1875年（明治8年）11月12日に布告した海軍武官及文官服制（明治6年11月改定）の海兵隊服制・下によると、礼服・常服は紺色大羅紗で製し、略服は「セルジ」で製す。曹長或いは楽隊長より兵卒・楽手・鼓手・喇叭手に至るまでその製式は同じで、ただ袖章・服色が異なる。常帽の帽前章は桜花及び大砲、或いは小銃、喇叭を附して砲・歩・楽兵を区別する。夏服は「ドリル」で製して、帽は白切りで蓋う。鈕釦は砲・歩・楽兵をそれぞれ区別し、下士は鍍金を用い一等卒以下は真鍮を用いた。上衣の両腕にある山形線の数は砲兵伍長・歩兵伍長・楽長・鼓長とも2本で、一等卒の中の砲兵伍長副・歩兵伍長副とも1本、また楽隊の下士である楽師・鼓次長とも1本である。
1875年（明治8年）に発行された官職一覧によると、伍長の職掌はあたかも軍曹と同じで、常に兵卒を訓戒してその行状を正しくし、また物具を保存する方法を教えて諸般の器具を整斉になるようにして、かつ兵卒の諸給料及びその戸籍調べ等のことを掌るものであった。
1876年（明治9年）8月に海兵を解隊した。
その後、配置転換が完了したことから、1878年（明治11年）2月19日に海軍文武官官等表から海兵部の部目を削除して海兵隊の伍長は完全に廃止された。

### 日本海軍における職名
日本海軍では編制上の職名として伍長があり、1885年（明治18年）の横須賀鎮守府に属する横須賀屯営（海兵団の前身）では、伍長は兵曹を以てこれに充て、伍長は各分隊に分属して営務に従事するものであった。
1890年（明治23年）の横須賀鎮守府衛兵規則では、鎮守府衛兵は兵曹水兵を選抜して編制し兵曹を以って衛兵伍長とした。
1891年（明治24年）の鎮守府海兵団の編制では、一等兵曹から三等兵曹までの職名の中に砲術教員、新兵教員、掌砲長属、掌帆長属、掌水雷長属、艇長などと並んで伍長がある  。
1911年（明治44年）の軍艦職員服務心得では、衛兵司令が衛兵を編成するに当たっては衛兵伍長は兵曹若しくは一等水兵であって性格厳格な者を選抜するとし、先任衛兵伍長は副長・当直将校及び甲板掛将校の命を承けて、衛兵伍長は当直将校及び衛兵司令の命を承けて艦内警察の任に当たった。

## 自衛隊
自衛隊では自衛隊の下士官である3曹（3等陸曹、3等海曹、3等空曹）が伍長に相当する。しかし、3曹は名称に曹（sergeant）を用いているため、伍長（Corporal）には当てはまらないとされる。
また、海上自衛隊の教育隊においては、各班の最先任の学生の役職として伍長が設けられており、一般に学生長、副学生長、分隊甲板に継ぐ役職である。

## 日本の歴史上用いられた「伍長」
歴史上、様々に「伍長」という役職が用いられた。このうちいくつかは、５人組の長を意味する中国の「伍長」に由来し、必ずしも近代軍隊の階級とは関係ない。
1. 幕末、新選組で組長の下におかれた役職。
2. 明治時代初めの仙台藩では、江戸時代の五人組を引きつぐものとして伍中という単位を設け、伍長を任命して統括させた（伍長 (仙台藩・宮城県)）。
3. 1871年2月11日（明治3年12月22日）に各藩の常備兵編制法を定めたときの歩兵大隊や砲兵隊の中の階級である[9] [10]。曹長・権曹長と軍曹を総称して下等士官といいその下に伍長を置いた[9] [10]。
4. 1871年（明治4年8月）から1873年（明治6年）5月までの陸軍における階級である[注釈 10]。軍曹の下、兵卒の上にあるが伍長は下等士官ではない[注釈 11]。
5. 1871年（明治4年8月）から募集編隊を始めた海兵隊における下士の最下級の階級である[121]。軍曹の下、砲兵・歩兵の上である。1876年（明治9年）8月に海兵を解隊し[131]、配置転換が完了したのち1878年（明治11年）2月19日に海軍文武官官等表から海兵部の部目を廃止した[132]。
6. 1873年（明治6年）5月から1884年（明治17年）まで陸軍における下士の最下級の階級である[注釈 11] [59]。軍曹の下、兵卒の上にある[26]。
7. 1889年（明治22年）から1899年（明治32年）まで陸軍で憲兵分隊に置かれた職名である[63] [68]。
8. 1899年（明治32年）以後の大日本帝国陸軍における下士官の最下級の階級である。軍曹の下、兵卒の上にある。明治32年10月25日勅令第411号（同年12月1日施行）により陸軍武官官等表を改正して「二等軍曹」は「伍長」と改称した[69]。
9. 海軍（海上自衛隊でも準用）においては、各部隊等の先任下士官等の職名又は俗称の一つ（先任伍長等）。
10. 消防伍長 宮内省皇宮警察消防科職員の階級の一つ。